# Delfinen (1913)
Delfinen – duński torpedowiec z początku XX wieku i okresu międzywojennego, jedna z trzech zbudowanych jednostek typu Hvalrossen. Okręt został zwodowany 5 lipca 1913 roku w stoczni Orlogsværftet w Kopenhadze, a do służby w Kongelige Danske Marine wszedł w 1914 roku. W 1929 roku jednostkę przeklasyfikowano na patrolowiec. Jednostka została wycofana ze służby w 1932 roku.

## Projekt i budowa
Torpedowce typu Hvalrossen zostały zaprojektowane w kraju (w przeciwieństwie do zamówionych w Niemczech i Wielkiej Brytanii okrętów typów Tumleren i Søridderen) . Z przyczyn ekonomicznych stanowiły krok wstecz w stosunku do poprzedników, choć wyróżniało je zastosowanie jednocześnie pojedynczych i podwójnych wyrzutni torpedowych .
„Delfinen” zbudowany został w stoczni Orlogsværftet w Kopenhadze . Wodowanie odbyło się 5 lipca 1913 roku .

## Dane taktyczno-techniczne
Okręt był torpedowcem o długości całkowitej 45,2 metra, szerokości 5,16 metra i zanurzeniu 2,12 metra . Wyporność standardowa wynosiła 169 ton, a pełna 182 tony . Okręt napędzany był przez dwie maszyny parowe potrójnego rozprężania o łącznej mocy 3500 KM, do których parę dostarczały dwa kotły . Prędkość maksymalna napędzanego dwiema śrubami okrętu wynosiła 26,3 węzła . Okręt zabierał zapas 29 ton węgla, co zapewniało zasięg wynoszący 685 Mm przy prędkości 14 węzłów .
Okręt wyposażony był w cztery wyrzutnie torped kalibru 450 mm: jedną stałą na dziobie i trzy na pokładzie (jedna pojedyncza i jedna podwójna) . Uzbrojenie artyleryjskie stanowiło pojedyncze działo pokładowe kalibru 75 mm M07 L/52 i pojedynczy karabin maszynowy kalibru 8 mm L/80 .
Załoga okrętu składała się z 30 oficerów, podoficerów i marynarzy .

## Służba
„Delfinen” wszedł do służby w Kongelige Danske Marine w 1914 roku . W 1920 roku okręt otrzymał numer taktyczny 12, zmieniony trzy lata później na E2 . W 1929 roku jednostkę przystosowano do pełnienia funkcji patrolowca, prawdopodobnie pozbawiając ją uzbrojenia torpedowego (okręt otrzymał też nowy numer taktyczny – P2) . Jednostka została wycofana ze służby w 1932 roku.